# Аїнса-Собрарбе
Аїнса-Собрарбе (ісп. Aínsa-Sobrarbe) — муніципалітет в Іспанії, у складі автономної спільноти Арагон, у провінції Уеска. Населення — 2179 осіб (2009).
Муніципалітет розташований на відстані близько 390 км на північний схід від Мадрида, 55 км на північний схід від Уески.
На території муніципалітету розташовані такі населені пункти: (дані про населення за 2009 рік)
- Аїнса: 1616 осіб
- Аркуса: 45 осіб
- Арро: 38 осіб
- Банастон: 91 особа
- Лас-Бельйостас: 9 осіб
- Кампорротуно: 23 особи
- Кастехон-де-Собрарбе: 8 осіб
- Кастельясо: 21 особа
- Коскохуела-де-Собрарбе: 43 особи
- Ель-Коскольяр: 8 осіб
- Гуасо: 98 осіб
- Латорре: 9 осіб
- Латорресілья: 24 особи
- Ольсон: 23 особи
- Ла-Пардіна: 13 осіб
- Паулес-де-Сарса: 30 осіб
- Хербе: 20 осіб
- Хаб'єрре-де-Ольсон: 10 осіб
- Мондот: 3 особи
- Санта-Марія-де-Буїль: 28 осіб
- Грієбаль: 3 особи
- Морільйо-де-Тоу: 11 осіб
- Сарса-де-Сурта: 6 осіб

## Демографія
Динаміка населення (INE ):

## Галерея зображень

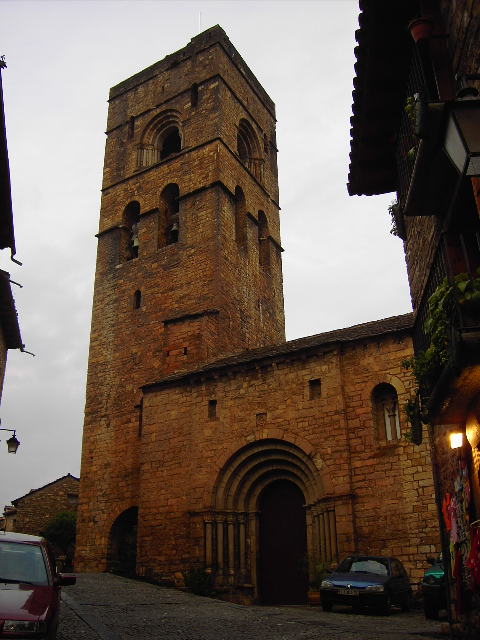
Парафіяльна церква Санта-Марія
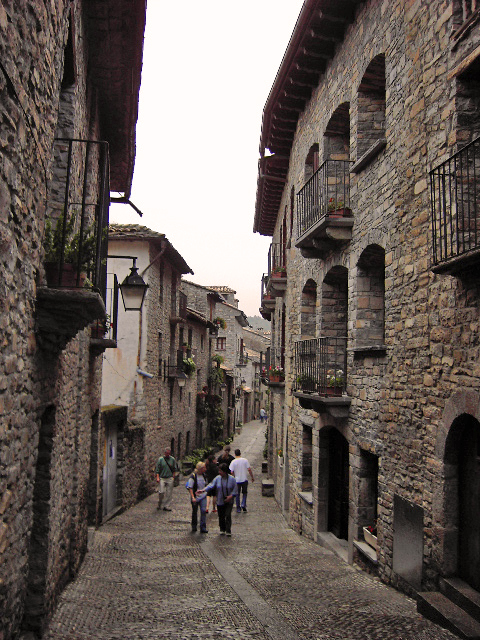
Аїнса, головна вулиця